# تپه ولازجرد ۱
تپه ولاجرد ۱ مربوط به دوران‌های تاریخی پس از اسلام است و در شهرستان تاکستان، روستای ولازجرد واقع شده و این اثر در تاریخ ۳ بهمن ۱۳۷۹ با شمارهٔ ثبت ۳۰۲۸ به‌عنوان یکی از آثار ملی ایران به ثبت رسیده است.